# Wzgórza Świętojańskie

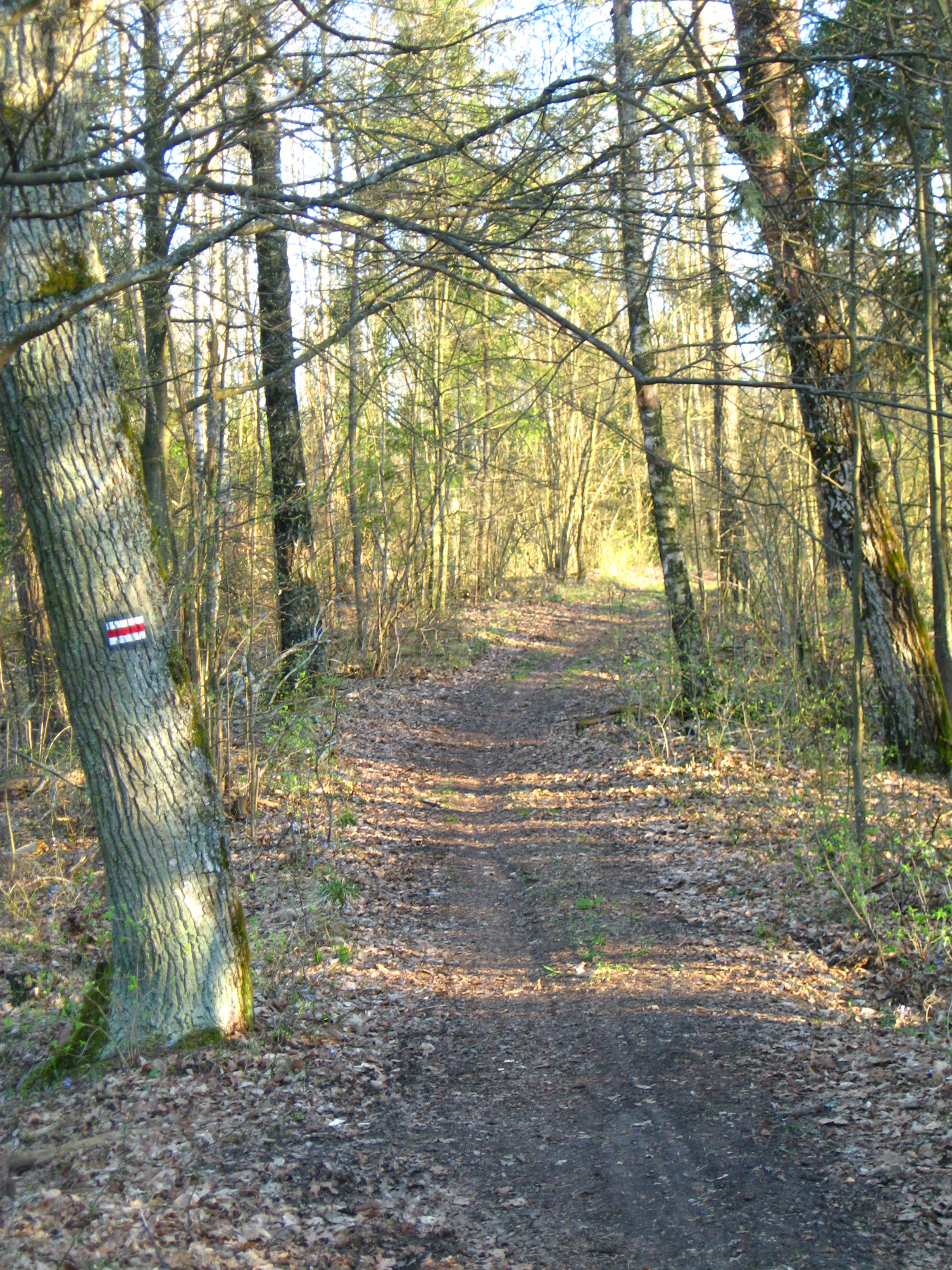
Fragment Szlaku Wzgórz Świetojańskich

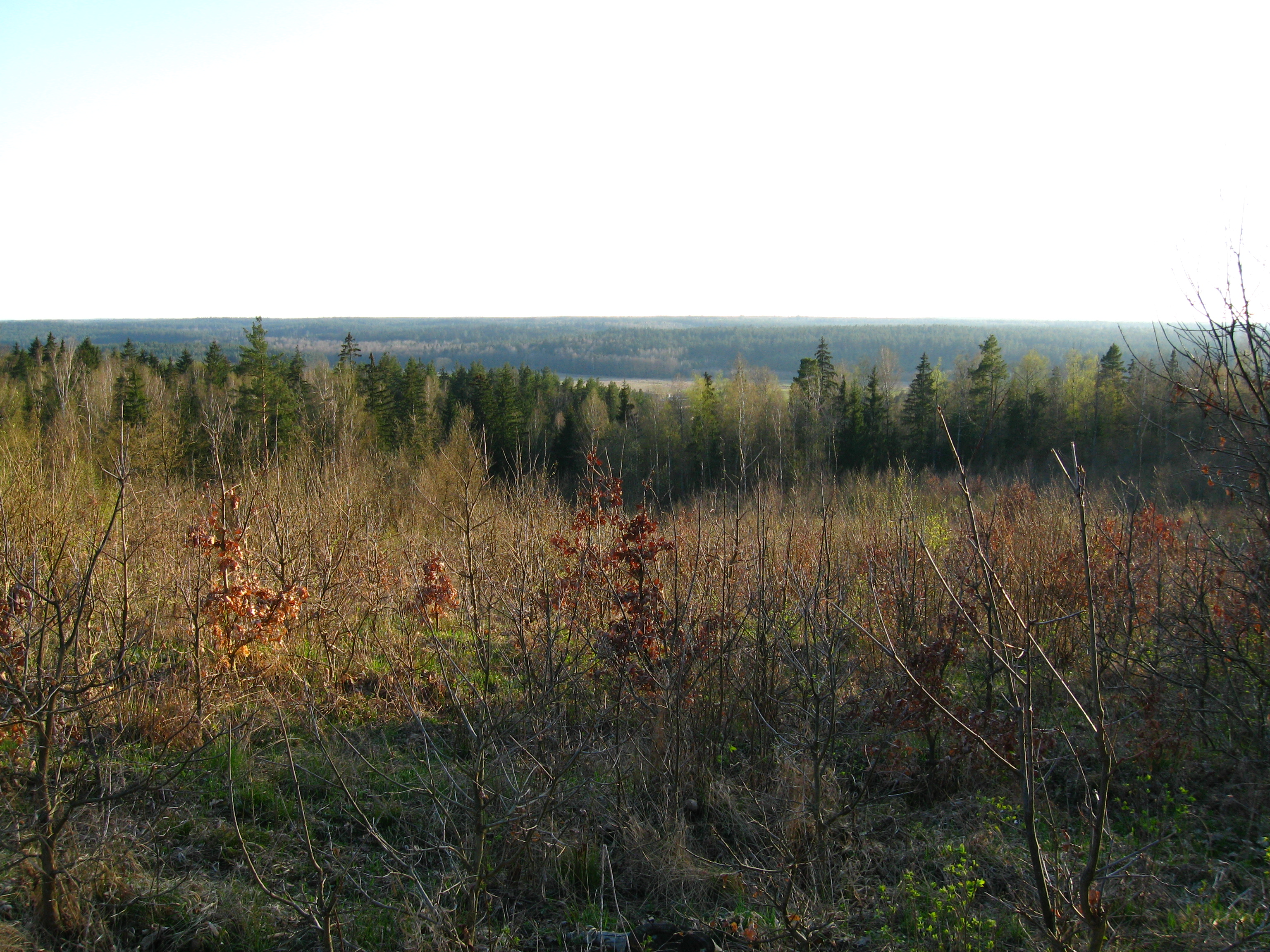
Widok ze szczytu Góry Kopnej, najwyższego wzniesienia Wzgórz Świętojańskich

Wzgórza Świętojańskie – pasmo najwyższych wzgórz morenowych w Puszczy Knyszyńskiej na Wysoczyźnie Białostockiej znajdujące się na terenie trzech gmin powiatu białostockiego: Michałowo, Gródek i Supraśl. 

## Opis
Najwyższe wzniesienia to: góra św. Jana – 214 m n.p.m. (lub według mniejszej części źródeł 209 m n.p.m.), Góra Kopna – 211 m n.p.m. oraz góra św. Anny – 202 m n.p.m. Wysokości względne dochodzą do 80 m, przy nachyleniu do 30 stopni (strome zbocza wzgórz). 
Lasy Puszczy Knyszyńskiej o tajgowym charakterze maskują rzeźbę terenu, która np. z trasy krajowej nr 65 widoczna jest niemal jako „tarasowe” ułożenie lasów (m.in. w okolicach Królowego Mostu i Sofipola). 
Aktualnie projektowany jest rezerwat pod nazwą „Wzgórza Świętojańskie”, który objąłby wzgórza o wysokościach dochodzących do 200 m n.p.m., przy deniwelacjach względnych do 50 m pokryte borem i lasem mieszanym. 
Przez część Wzgórz Świętojańskich prowadzi oznakowany na czerwono Szlak Wzgórz Świętojańskich.